# 油柑頭濾水廠

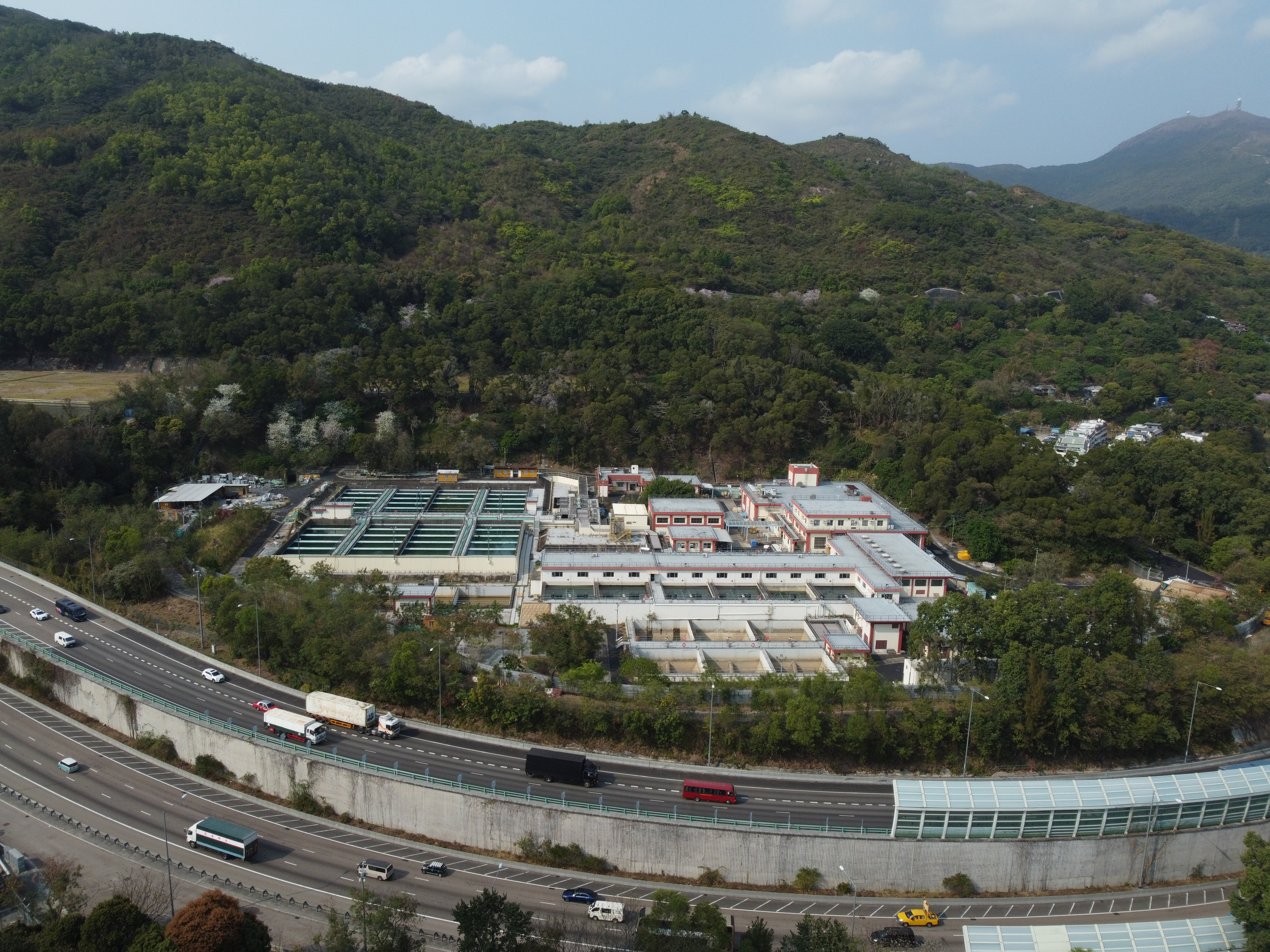
油柑頭濾水廠（2023年3月）

油柑頭濾水廠（英語：Yau Kom Tau Water Treatment Works），位於香港新界油柑頭、屯門公路東段以北，第一階段及第二階段工程分別於1985年及1995年完成，由水務署管轄，是香港第一所使用現代化直接過濾科技處理食水的濾水廠，每日產量達到25萬立方米。
荃灣至屯門單車徑將會途經此處。

## 鄰近
- 油柑頭村